# Helene Agerskov Rose
Helene Agerskov Rose (født Madsen den 12. marts 1983 i Skjern) er en dansk arkæolog, der er særligt kendt for sit tværfaglige arbejde med kulstof-14 datering og Bayesiansk kronologisk modellering. Bayesiansk kronologisk modellering er en metode, som stadig kun bliver brugt af få i dansk arkæologi. Agerskov Rose er kendt for URNFIELD projektet og hendes arbejde med tuegrave fra sen bronzealder og tidlig jernalder i Nordvesteuropa. Hendes ekspertområde er et krydsfelt mellem humaniora og naturvidenskab.

## Karriere
Helene Agerskov Rose fik sin studentereksamen fra Ringkøbing Gymnasium i 2003. Samme år begyndte Agerskov Rose at læse forhistorisk arkæologi på Aarhus Universitet. I 2006 blev Agerskov Rose bachelor i forhistorisk arkæologi fra Aarhus Universitet med sidefag i biologisk antropologi ved ADBOU på Syddansk Universitet.
I 2007 var Agerskov Rose udvekslingsstudent under Erasmus-programmet ved University College Londons Institut for arkæologi, England, hvor hun fulgte et semester af MSc programmet Dental Anthropology ved professor Simon Hillson og professor Tony Waldron. I 2007 og 2008 fulgte hun kurser i statistiske overlevelsesanalyser og paleo-demografi ved Max Planck Instituttet for demografisk forskning i Rostock, Tyskland. Samme år deltog Agerskov Rose som antropologisk ansvarlig ved Lindegårds-udgravningerne ved Ribe Domkirke.
I 2009 blev Agerskov Rose cand.scient i biologisk antropologi fra Syddansk Universitet med specialet Stature estimation - a comparative study of Danish populations, AD 1050-1700. Derefter arbejdede Rose fra 2009-2010 som arkæolog ved Ringkøbing-Skjern Museum med udgravninger af flere gravpladser fra ældre jernalder og efterfølgende bearbejdning af gravgods ved det tidligere Bevaringscenter i Ølgod. Fra 2011-2013 arbejdede Agerskov Rose som antropolog ved Sydvestjyske Museer.
I 2016 blev Agerskov Rose ansat som ph.d.-studerende ved Zentrum für Baltische und Skandinavische Archäologie (ZBSA) ved Landesmuseen Schleswig-Holstein, Schloss Gottorf. Her var hun en del af forskningscentret Scales of transformation ved Kiel Universitet. I 2021 blev Agerskov Rose ph.d. fra Christian-Albrechts-Universität zu Kiel med afhandlingen Bayesian chronological modelling of the Early Iron Age in Southern Jutland, Denmark. Efterfølgende blev hun ansat som forsker ved ZBSA fra 2021-2023. Her var Agerskov Rose leder af netværksprojektet URNFIELD, der skete i samarbejde mellem ZBSA og Museum Sønderjylland. Netværksprojektet blev finansieret af Interreg Deutschland-Danmark. Projektet var en naturlig forlængelse af ph.d.-studiet, hvor Agerskov Rose undersøgte et udvalg af sydjyske tuegravpladser. Forskningen fik Agerskov Rose til at indse at tuegravskikken var udbredt i et langt større område, men at det hidtidige forskningsfokus havde været udbredt nationalistisk. Danske arkæologer undersøgte dansk materiale og tyske arkæologer undersøgte tysk materiale. Formålet med URNFIELD projektet blev at bygge bro mellem de to nationers arkæologer, og med partnere fra både ZBSA og Museum Sønderjylland blev gravskikken i ældre jernalders ligheder og forskelle undersøgt i den dansk-tyske grænseregion. Projektet etablerede et international netværk der mødtes ved EAA 2021 (Kiel, online) og igen ved et forskningssymposium i 2022 (Haderslev, online). I efteråret 2021 udgravede URNFIELD projektet og Museum Sønderjylland en mindre del af Uldal-tuegravpladsen, der ligger vest for Vojens. Her dokumenterede de moderne dyrkningsspor i samme niveau som tuegravene, men fandt overraskende nok også en intakt urnegrav i en mindre stensætning. De karakteristiske ringgrøfter var også bevaret omkring flere tuegrave.
Projektet rundede ud i en offentlig kulturguide, der viser vej til tuegravslokaliteter i Sydjylland og Nordtyskland, som man kan besøge på egen hånd, og en bog med bidrag fra arkæologer og forskere fra Polen, Tyskland, Belgien, Holland og Danmark. Bogen giver den første samlede præsentation af gravskikken for den nordvestlige Europa (in press).
Siden 2022 har Agerskov Rose været redaktør på Danish Journal of Archaeology med fokus på tidlige jernalder og brug af naturvidenskabelige metoder.
I 2023 blev Agerskov Rose ansat som forsker ved Göteborgs Universitet, Institutionen för historiska studier. Hun er del af ERC synergy projektet COREX – from correlation to explanation, og undersøger større spatio-temporale transformationer vha. Bayesian kronologisk modellering af kulstof-14 dateringer. Desuden underviser Agerskov Rose arkæologistuderende i naturvidenskabelige metoder indenfor arkæologien.

### Bøger
2020 Bayesian chronological modelling of the Early Iron Age in Southern Jutland, Denmark. Doctoral thesis. Christian-Albrechts-Universität zu Kiel
2009 Stature estimation - a comparative study of Danish populations, AD 1050-1700. Institut for biologi, Syddansk Universitet.

### Artikler
H.A. Rose, L. Christensen & A. Louwen (red.) (in press). BEYOND URNFIELDS – new perspectives on Late Bronze Age - Early Iron Age funerary practices in northwest Europe. Schriften des Museums für Archäologie Schloss Gottorf, Ergänzungsreihe, vol. 16.
Anna Egelund Poulsen & Helene Agerskov Rose 2023. Aarupgaard tuegravplads gennem 75 år. Arkæologi i Slesvig - Archäologie in Schleswig, 2022(21): S. 155-165. ISSN 0909-0533
2022 The URNFIELD tradition of the North. Zentrum für Baltische und Skandinavischen Archäologie Jahresbericht 2021: S. 72.
Helene Agerskov Rose, N. Müller-Scheeßel, J. Meadows & C Hamann 2022. Radiocarbon dating and Hallstatt chronology: a Bayesian chronological model for the burial sequence at Dietfurt an der Altmühl ‘Tennisplatz’, Bavaria, Germany. Archaeological and Anthropological Sciences 14(4):72. https://doi.org/10.1007/s12520-022-01542-1
T. Grane, S. Croix, L. Sørensen, R. Iversen, H.A. Rose & M. Kristiansen 2022. Editorial. Danish Journal of Archaeology 11: S. 1-2. https://doi.org/10.7146/dja.v11i.135183
2021 Bayesian chronological modelling of the Early Iron Age in Southern Jutland, Denmark. Zentrum für Baltische und Skandinavischen Archäologie Jahresbericht 2020: S. 68-69.
S. Villumsen, K. Haase, T. Torfing, M. Søndergaard & H.A. Rose 2021. Bayesiansk kronologisk modellering som redskab i den lovpligtige arkæologi. KUML, 2021, S. 217-245.
2020 Bayesian chronological modelling of the early Iron Age in Southern Jutland, Denmark. Zentrum für Baltische und Skandinavischen Archäologie Jahresbericht 2019: S. 67.
H.A. Rose, J. Meadows & M.B. Henriksen (2020). Bayesian modeling of wood-age offsets in cremated bone. Radiocarbon, 62(2):S. 379-401. https://doi.org/10.1017/RDC.2020.3
2019 Bayesian chronological modelling of the early Iron Age in Southern Jutland, Denmark. Zentrum für Baltische und Skandinavischen Archäologie Jahresbericht 2018: S. 67.
J. Meadows, N. Müller-Scheeßel, I. Cheben, H.A. Rose & M. Furholt 2019. Temporal dynamics of Linearbandkeramik houses and settlements, and their implications for detecting the environmental impact of early farming. The Holocene, 29:1653-1670. https://doi.org/10.1177/0959683619857239
H.A. Rose, J. Meadows, S.W.L. Palstra, C. Hamann, M. Boudin & M. Huels 2019. Radiocarbon Dating Cremated Bone: A Case Study Comparing Laboratory Methods. Radiocarbon, 61(5): S. 1581-1591. https://doi.org/10.1017/RDC.2019.70
2018 Bayesian chronological modelling of the transition from late Bronze Age to early Iron Age in Southern Jutland, Denmark. Zentrum für Baltische und Skandinavischen Archäologie Jahresbericht 2017: S. 98-99.
H.A. Rose, J. Meadows & M. Bjerregaard 2018. High-resolution Dating of a Medieval Multiple Grave. Radiocarbon, 60(5): S. 1547-1559. https://doi.org/10.1017/RDC.2018.43
Morten Søvsø & Helene Agerskov Madsen 2012. Anne, storrygeren, Skalk, 2012 (3), S. 8-10.
2011 Doktorhaven - en gravplads i Spjald midtby. Opdatering 2010. Årbog for Varde Omegn og By Museum, 2011. S. 81-86.
Helene Agerskov Madsen & Morten Søvsø 2010. Liv og død i Ribe omkring år 1700. By, mark og geest, 22. S. 56-75.
2009 Anthropological report: ASR 13 Lindegården, Ribe. ADBOUT - Unit of Anthropology, Department of Forensic Medicine, University of Southern Denmark.
2009 Operationen lykkedes... Skalk, 5, S. 13-15.

#### Kapitler i fagfællebedømte bøger
H.A. Rose & A.E. Poulsen (in press). Revisiting Aarupgaard urnfield in Southern Jutland, Denmark. I: H.A. Rose, L. Christensen & A. Louwen (red.), BEYOND URNFIELDS – new perspectives on Late Bronze Age - Early Iron Age funerary practices in northwest Europe. Schriften des Museums für Archäologie Schloss Gottorf, Ergänzungsreihe, vol. 16.
H.A. Rose (accepted). Tuegravenes renæssance. In: KB Juul, M Ravn, N Kirkeby (eds.), Orden og Kaos - Seminarrapport fra jernalderseminar afholdt på Vejlemuseerne d. 24. september 2021.
N. Müller-Scheeßel, H.A. Rose & J. Meadows 2023. C14-Datierung im Hallstatt-Plateau am Beispiel von horizontal- und vertikalstratigraphisch verzahnten Bestattungen des hallstattzeitlichen Gräberfelds von Dietfurt a. d. Altmühl. I: R. Schumann, M. Augstein, J. Fries-Knoblach et al. (red), Eisenzeitliche Erinnerungskulturen. Zum Umgang eisenzeitlicher Gemeinschaften mit Relikten der Vergangenheit. Beiträge zur Sitzung der AG Eisenzeit auf dem digitalen DAK in Kiel im September 2020. Beier & Beran: S. 173-191.